# Province de Quảng Ngãi
Quảng Ngãi est une province de la région de la côte centrale du Sud du Viêt Nam.

## Histoire
Des traces de l'âge du fer découvertes à Sa Huỳnh, dans le district de Đức Phổ, ont donné son nom à la culture de Sa Huỳnh, florissante de -1000 à 200 de notre ère. La province a ensuite fait partie du Champa, dont elle a gardé peu de monuments. Elle a été intégrée au Viêt Nam en 1471, en même temps que l'actuelle province de Bình Định.
Durant la Guerre du Viêt Nam, la province de Quảng Ngãi se trouvait sur le territoire de la République du Viêt Nam (Sud-Vietnam), mais le Front national de libération du Sud Viêt Nam (Việt Cộng) y était très actif. Elle a été le cadre de plusieurs atrocités : massacre de Dien Nien-Phuoc Binh et de Bình Hòa en octobre et décembre 1966 (tous deux par des troupes sud-coréennes), massacre de Mỹ Lai par des troupes américaines en mars 1968. Đặng Thùy Trâm tenait son dispensaire clandestin dans ce territoire, y a écrit son journal, et y est morte.

## Transports

### Routier
La province est traversée par la route nationale 1A.
La route nationale 24 relie Quảng Ngãi à Kon Tum dans les Montagnes centrales. 
Elle part de Thach Tru  à 28 km au sud de la ville de Quảng Ngãi et passe par district de Ba Tơ

### Ferroviaire
Le chemin de fer Nord-Sud traverse la province, la gare principale est la gare de Quảng Ngãi.

### Aérien
L'aéroport le plus proche est l'Aéroport de Chu Lai, au nord de la province de Quảng Ngãi.

## Administration
La province de Quảng Ngãi composé d'une city Quảng Ngãi, ville Đức Phổ  et de 11 districts :
- Ba Tơ
- Bình Sơn
- Minh Long
- Mộ Đức
- Nghĩa Hành
- Sơn Hà
- Sơn Tây
- Sơn Tịnh
- Trà Bồng
- Tư Nghĩa
- Lý Sơn